# USA International Harp Competition
Der USA International Harp Competition ist ein internationaler Musikwettbewerb für Harfe in Bloomington (Indiana).
Gegründet wurde er 1989 von der Harfenistin Susann McDonald, Professorin an der Jacobs School of Music auf dem Gelände der Indiana University. Er findet alle drei Jahre statt und steht Teilnehmern aller Nationen zwischen 16 und 32 Jahren offen.
Es gibt verschiedene Preise sowohl für Interpretation als auch Komposition.
Im Jahr 1990 erfolgte der Beitritt in die World Federation of International Music Competitions.